# Neocordulia pedroi
Neocordulia pedroi – gatunek ważki z rodziny Synthemistidae. Znany tylko z jednego okazu – samca odłowionego we wrześniu 2008 roku jako larwa i trzymanego w laboratorium aż do przeobrażenia w postać dorosłą. Miejsce typowe to gmina Santa Teresa w stanie Espírito Santo w południowo-wschodniej Brazylii.